# Моето семейство срещу машините
„Моето семейство срещу машините“ (на английски: The Mitchells vs. the Machines) е американски компютърна анимация 
от 2021 година, продуциран от Сони Пикчърс Анимейшън. Филмът е режисиран от Майк Рианда (в неговия режисьорски дебют), съ-режисиран от Джеф Роу, по сценарий на Рианда и Роу, докато Фил Лорд, Кристофър Милър и Кърт Алберхт служат като продуценти. Озвучаващия състав се състои от Аби Джейкъбсън, Дани Макбрайд, Мая Рудолф, Майк Рианда, Ерик Андре, Оливия Колман, Фред Армисен, Бек Бенет, Криси Тийгън, Джон Леджънд, Шарлийн Ий, Блейк Грифин и Конан О'Брайън.
Филмът е планиран да бъде пуснат от „Sony Pictures Releasing“ по кината под оригиналното заглавието Connected през 2020 г., но по време на въздействието на пандемията от COVID-19 в кината, Сони продава правата за разпространение на Netflix, който го преименува като „Моето семейство срещу машините“, и го пуска по кината на 23 април 2021 г., преди излъчването му за стрийминг със седмица закъснение. В 94-те награди „Оскар“, филмът е номиниран за най-добър пълнометражен анимационен филм.

## Актьорски състав
| Актьор         | Роля               |
| -------------- | ------------------ |
| Аби Джейкъбсън | Кейти Мичъл        |
| Дани Макбрайд  | Рик Мичъл          |
| Мая Рудолф     | Линда Мичъл        |
| Майк Рианда    | Арън Мичъл         |
| Ерик Андре     | доктор Марк Боуман |
| Оливия Колман  | ПАЛ                |
| Фред Армисен   | Деборабот 5000     |
| Бек Бенет      | Ерик               |
| Криси Тийгън   | Хейли Поси         |
| Джон Леджънд   | Джим Поси          |
| Шарлийн Ий     | Аби Поси           |